# Filip Mihaljević
Filip Mihaljević, né le 31 juillet 1994 à Livno en Bosnie-Herzégovine, est un athlète croate, spécialiste du lancer de poids et de disque.

## Biographie
Il remporte la médaille d'or lors des Championnats d'Europe espoirs de 2015 après avoir remporté celle d'argent lors des Championnats juniors de 2013.
Son record au poids est de 20,16 m, obtenu le 18 avril 2015 à Charlottesville tandis qu'au disque il est de 63,11 m obtenu à Philadelphie le 25 avril de la même année.
Le 19 mars 2016, le Croate remporte la médaille de bronze des championnats du monde en salle de Portland avec un jet à 20,87 m, record personnel. Il est devancé par le Néo-zélandais Tomas Walsh (21,78 m) et le Roumain Andrei Gag (20,89 m).
En 2019, Mihaljević améliore de 36 cm le record de Croatie que détenait Stipe Žunić depuis 2017. Il le porte à 21,94 m lors des Championnats de Croatie 2021 à Karlovac. Il atteint la finale des Championnats du monde 2019 (11e place).
En début de saison 2021, il remporte la médaille de bronze des championnats d'Europe en salle, devancé par le Tchèque Tomáš Staněk et le Polonais Michał Haratyk. Le 5 juin 2021, à Karlovac, il établit un nouveau record de Croatie avec 21,94 m.
En 2022, il se classe quatrième des championnats du monde en salle, à Belgrade, et sixième des championnats du monde, à Eugene. Le 15 août 2022, aux championnats d'Europe de Munich, il remporte la médaille d'or avec un jet à 21,88 m.

## Palmarès
| Date | Compétition                        | Lieu      | Résultat | Marque  |
| ---- | ---------------------------------- | --------- | -------- | ------- |
| 2013 | Championnats d'Europe juniors      | Rieti     | 2e       | 20,23 m |
| 2014 | Championnats des Balkans           | Pitești   | 7e       | 18,30 m |
| 2015 | Championnats d'Europe espoirs      | Tallinn   | 1er      | 19,35 m |
| 2016 | Championnats du monde en salle     | Portland  | 3e       | 20,87 m |
| 2018 | Jeux méditerranéens                | Tarragone | 6e       | 19,56 m |
| 2019 | Championnats d'Europe par équipes  | Varazdin  | 2e       | 21,03 m |
| 2019 | Championnats du monde              | Doha      | 11e      | 20,48 m |
| 2020 | Circuit mondial en salle de l'IAAF | Doha      | 3e       | détails |
| 2021 | Championnats d'Europe en salle     | Toruń     | 3e       | 21,31 m |
| 2022 | Championnats du monde en salle     | Belgrade  | 4e       | 21,83 m |
| 2022 | Championnats du monde              | Eugene    | 6e       | 21,82 m |
| 2022 | Championnats d'Europe              | Munich    | 1er      | 21,88 m |
| 2023 | Jeux européens                     | Chorzów   | 2e       | 21,33 m |
| 2023 | Championnats du monde              | Budapest  | 7e       | 21,57 m |
| 2024 | Championnats du monde en salle     | Glasgow   | 8e       | 20,73 m |
| 2024 | Championnats d'Europe              | Rome      | 2e       | 21,20 m |

## Records
| Épreuve          | Épreuve          | Performance  | Lieu           | Date                            |
| ---------------- | ---------------- | ------------ | -------------- | ------------------------------- |
| Lancer du poids  | En plein air     | 21,94 m (NR) | Karlovac       | 5 juin 2021                     |
| Lancer du poids  | En salle         | 21,84 m (NR) | Belgrade Toruń | 27 février 2020 22 février 2022 |
| Lancer du disque | Lancer du disque | 63,76 m      | Eugene         | 9 juin 2017                     |